# Los Angeles Zoo
Koordinaten: 34° 8′ 50,6″ N, 118° 17′ 16,3″ W
Der Los Angeles Zoo in Los Angeles beheimatet rund 2200 Tiere in etwa 270 Arten aus der ganzen Welt. Der Zoo liegt im Griffith Park nordwestlich des Stadtzentrums.
In Erhaltungszuchtprogrammen von seltenen und vom Aussterben bedrohten Tierarten ist der Park sehr erfolgreich gewesen. Besonders beim Kalifornienkondor hat er sich hervorgetan und geholfen, die Zahl von 13 Tieren in den achtziger Jahren auf mehrere Hundert anwachsen zu lassen.
Träger ist die Stadtverwaltung Los Angeles.